# Paray-Douaville
Paray-Douaville là một xã của Pháp, nằm ở tỉnh Yvelines trong vùng Île-de-France.
Người dân ở đây trong tiếng Pháp gọi là.
Paray-Douaville nằm ở phía nam của Yvelines, giáp với Eure-et-Loir, cự ly 24 km về phía nam của quận lỵ Rambouillet, 56 km về phía tây nam của Versailles. Đây là một trong sáu xã thuộc vùng tự nhiên Beauce Các xã giáp ranh gồm: Allainville về phía đông, Sainville về phía nam, Aunay-sous-Auneau về phía tây nam, Orsonville về phía tây bắc và Boinville-le-Gaillard về phía bắc.

## Biến động dân số
| 1793 | 1800 | 1806 | 1821 | 1831 | 1836 | 1841 | 1846 | 1851 |
| ---- | ---- | ---- | ---- | ---- | ---- | ---- | ---- | ---- |
| 174  | 193  | 216  | 201  | 188  | 218  | 223  | 231  | 251  |

| 1856 | 1861 | 1866 | 1872 | 1876 | 1881 | 1886 | 1891 | 1896 |
| ---- | ---- | ---- | ---- | ---- | ---- | ---- | ---- | ---- |
| 259  | 280  | 262  | 247  | 254  | 303  | 319  | 313  | 296  |

| 1901 | 1906 | 1911 | 1921 | 1926 | 1931 | 1936 | 1946 | 1954 |
| ---- | ---- | ---- | ---- | ---- | ---- | ---- | ---- | ---- |
| 294  | 275  | 267  | 215  | 233  | 237  | 217  | 171  | 163  |

| 1962                                         | 1968 | 1975 | 1982 | 1990 | 1999 | - | - | - |
| -------------------------------------------- | ---- | ---- | ---- | ---- | ---- | - | - | - |
| 130                                          | 161  | 140  | 146  | 131  | 162  | - | - | - |
| Số liệu kể từ 1962 : dân số không tính trùng |      |      |      |      |      |   |   |   |